# Липс, Фридрих Робертович
Фридрих Робертович Липс (род. 18 ноября 1948, Еманжелинск) — российский баянист немецкого происхождения. Профессор, заведующий кафедрой баяна и аккордеона РАМ им. Гнесиных. Народный артист Российской Федерации (1994).

## Биография
Окончил Магнитогорское музыкальное училище (1967) и Государственный музыкально-педагогический институт им. Гнесиных (1972). С 1971 г. преподавал там же. С 1996 г. Ф. Р. Липс руководит кафедрой народных инструментов, а с 2004 г. — заведующий кафедрой баяна, аккордеона РАМ им. Гнесиных.
Ф. Липс является первым исполнителем более 80 произведений российских композиторов для баяна. Среди авторов, посвящающих свои сочинения музыканту, — В. Золотарёв, С. Губайдулина, Э. Денисов, А. Холминов, Р. Леденёв, К. Волков, С. Беринский, Е. Подгайц, М. Броннер, Т. Сергеева, А. Журбин, Чайковский А. В. и многие другие.
Ф. Липс является страстным пропагандистом музыки Астора Пьяццоллы. В 70-е годы XX столетия он включает в свои сольные программы танго великого аргентинца, а после смерти композитора в 1992 году Липс явился инициатором создания инструментального ансамбля Пьяццолла-studio, первое выступление которого состоялось в 1993 году в Малом зале Московской консерватории. Творческая деятельность этого коллектива в решающей степени повлияла на все возрастающий интерес к музыке А. Пьяццоллы во многих странах мира, в частности, музыканты вовлекли в орбиту музыки Пьяццоллы скрипача Г. Кремера, который также стал её страстным пропагандистом. Музыка А. Пьяццоллы в исполнении ансамбля была использована в спектакле А. Миллера «Я ничего не помню» с выдающимися отечественными артистами Василием Лановым и Людмилой Чурсиной.
Свыше 100 произведений записаны Ф. Р. Липсом в фонд Радио и на 40 компакт-дисках, которые вышли в России, США, Японии, Австрии, Германии, Швеции. Диск с записью Партиты С. Губайдулиной «Семь слов» получил в Париже премию журнала «Золотой диапазон» и был признан лучшим диском 1991 года. Диск «Русская и трепак» получил 3 приз в США в конкурсе, организованном частной компанией Just Plain Folks Music Awards в 2006 г. в категории классики среди сольных альбомов из 25500 номинированных дисков.
Ф. Липс выступал в крупнейших концертных залах мира (БЗК-Москва, Сантори-холл — Токио, Линкольн-центр — Нью-Йорк, Джон Кеннеди-центр — Вашингтон, Концертгебау — Амстердам) со многими выдающимися музыкантами: Г. Рождественским, В. Спиваковым, Г. Кремером, Ю. Башметом, В. Гергиевым, Р. Кофманом, В. Юровским, Йо-Йо Ма и др.
Среди воспитанников класса профессора Ф. Р. Липса — более 60 лауреатов международных и национальных конкурсов.
Ф. Липс — автор трёх книг: «Искусство игры на баяне», «Об искусстве баянной транскрипции», «Кажется, это было вчера…». Книги и статьи изданы в России (изд. «Музыка») и за рубежом в переводе на немецкий и английский языки. Среди серий сборников под редакцией Ф. Р. Липса выделяется «Антология литературы для баяна» в 10 частях, изданная в издательстве «Музыка».
Ф. Липс инициатор и художественный руководитель международного фестиваля «Баян и баянисты» в Москве (с 1989 г.).

## Награды и звания
- Орден Почёта (11 июля 2021 года) — за большой вклад в развитие отечественной культуры и искусства, многолетнюю плодотворную деятельность[2].
- Орден Дружбы (24 сентября 2001 года) — за многолетнюю плодотворную деятельность в области культуры и искусства, большой вклад в укрепление дружбы и сотрудничества между народами[3].
- Народный артист Российской Федерации (1 декабря 1994 года) — за большие заслуги в области искусства[4].
- Заслуженный артист РСФСР (1982).
- Награждён Серебряным диском фестиваля «Баян и баянисты» в 1993 г.
- В 2001 г. газетой «Музыкальное обозрение» был назван «Персоной года».
- В 2005 г. Детской школе искусств № 1 г. Еманжелинска было присвоено имя её первого выпускника Фридриха Липса.
- Почётный гражданин Еманжелинского муниципального района Челябинской области (2006 г.).
- Удостоен премии «Светлое прошлое» Фонда О. Митяева и Правительства Челябинской области (2008 г.).
- К ХХ-летию фестиваля «Московская осень» награждён Золотой медалью СК Москвы (2008 г.).
- Фондом "Русское исполнительское искусство награждён Дипломом «Золотой талант России» (2009 г.).
- В 2010 г. был избран почётным профессором Лондонской академии музыки (Великобритания).
- Лауреат Премии города Москвы (2011 г).
- Лауреат международного Приза в области музыкальной педагогики им. Ипполитова-Иванова (2015 г.).

## Семья
- Сын — Липс Святослав Фридрихович (род. 1974), российский пианист, лауреат международных конкурсов;
- Дочь — Кристина Князева

## Общественная позиция
11 марта 2014 года подписал обращение деятелей культуры Российской Федерации в поддержку политики президента РФ В. В. Путина на Украине и в Крыму.